# Jol Sacún
Jol Sacún es una localidad del estado mexicano de Chiapas. Es parte del municipio de Chilón.

## Toponimia
El nombre «Sacún» proviene del término en tseltal sak hun, su significado es «amate».

## Demografía
| Gráfica de evolución demográfica |
|                                  |

| Censo | Población |
| ----- | --------- |
| 1970  | 215       |
| 1980  | 283       |
| 1990  | 477       |
| 2000  | 577       |
| 2010  | 959       |
| 2020  | 1 280     |